# صمد بهرنگی
صمد بهرنگی (زادهٔ ۲ تیر ۱۳۱۸ در تبریز – درگذشتهٔ ۹ شهریور ۱۳۴۷ در ارسباران) آموزگار، منتقد اجتماعی، داستان‌نویس، مترجم مارکسیست-لنینیست و پژوهشگر فولکلور زبان ترکی آذربایجانی ایرانی بود. کتاب ماهی سیاه کوچولوی بهرنگی مدت‌ها نقش بیانهٔ غیررسمی سازمان چریک‌های فدایی خلق ایران را بازی می‌کرد. با این وصف، صمد افکار چپ و کمونیستی داشت. سازمان چریک‌های فدایی خلق او را به عنوان «شهید سازمان» معرفی کرده است.
بهرنگی دربارهٔ خودش گفته است: «قارچ زاده نشدم بی پدر و مادر، اما مثل قارچ نمو کردم، ولی نه مثل قارچ زود از پا درآمدم. هر جا نَمی بود، به خود کشیدم؛ کسی نشد مرا آبیاری کند. من نمو کردم… مثل درخت سنجد کج و معوج و قانع به آب کم، و شدم معلم روستاهای آذربایجان. پدرم می‌گوید: اگر ایران را میان ایرانیان تقسیم کنید، از همین بیشتر نصیب تو نمی‌شود.»

## زندگی
صمد بهرنگی در ۲ تیر ۱۳۱۸ در محلهٔ چرنداب در جنوب بافت قدیمی شهر تبریز در خانواده‌ای تهی‌دست چشم به جهان گشود. پدر او «عزت» و مادرش «سارا» نام داشتند. صمد دو برادر و سه خواهر داشت. پدرش کارگری فصلی بود که بیشتر به شغل زه‌تابی (آنکه شغلش تابیدن زه و تهیه کردن رشتهٔ تافته از رودهٔ گوسفند و حیوانات دیگر باشد) زندگی را می‌گذراند و خرجش همواره بر دخلش فزونی داشت. گاهی نیز مشک آب به دوش می‌گرفت و در ایستگاه «وازان» به روس‌ها و عثمانی‌ها آب می‌فروخت. بالاخره فشار زندگی وادارش ساخت تا با فوج بیکارانی که راهی قفقاز و باکو بودند به قفقاز برود. رفت و دیگر بازنگشت.

## تحصیل و آموزگاری

### آغاز آموزگاری
صمد بهرنگی پس از تحصیلات دبستان و دبیرستان در مهر ۱۳۳۴ به دانشسرای مقدماتی پسران (تبریز) رفت و در خرداد ۱۳۳۶ از آنجا فارغ‌التحصیل شد. از مهر همان سال و در حالی‌که تنها هجده سال سن داشت آموزگار شد و تا پایان عمر در آذرشهر، ممقان، تبریز، قاضی‌جهان، گوگان، آخی‌جهان و فیروزسالار در استان آذربایجان شرقی که آن زمان روستا بودند تدریس کرد. در مهر ۱۳۳۷ برای ادامهٔ تحصیل در رشتهٔ زبان و ادبیات انگلیسی به دورهٔ شبانهٔ دانشکدهٔ ادبیات فارسی و زبان‌های خارجی دانشگاه تبریز رفت و هم‌زمان با آموزگاری، تحصیلش را تا خرداد ۱۳۴۱ و دریافت گواهی‌نامهٔ پایان تحصیلات ادامه داد.

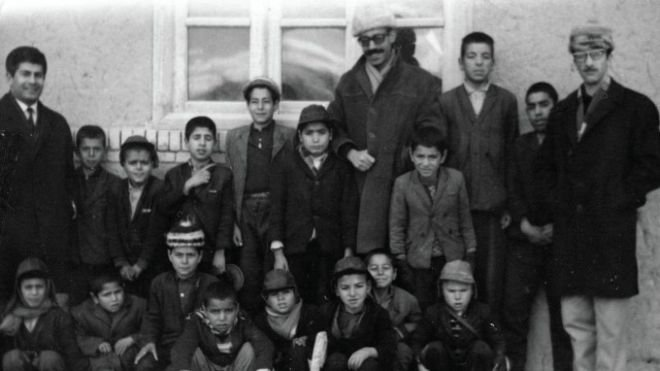
نخستین کلاس صمد بهرنگی، چند ماه پس از فارغ‌التحصیلی از دانشسرای مقدماتی پسران (تبریز) در سال ۱۳۳۶

### تلاش‌های آموزشی
صمد بهرنگی حق آموزش کودکان دور از مرکزی را که به زبانی غیر از زبان فارسی سخن می‌گفتند به رسمیت شناخت. او به کتاب‌های درسی انتقاد می‌کرد که این کتاب‌ها برای زندگی شهری نوشته شده‌اند. برای نمونه هرگز نگفته بودند که اگر برف سنگین آذربایجان ارتباط روستا را با خارج قطع کرد و نفت سفید در ده پیدا نشد و خودت مریض و بی‌دارو و درمان و تنها بودی چکار باید بکنی؟. بنابراین روش‌های زندگی مناسب آنان را آموزش داد و تلاش کرد کودکان را به یادگیری، علاقه‌مند کند. بهرنگی تلاش می‌کرد پدر و مادر بچه‌ها را راضی کند که به جای به‌کارگیری بچه‌ها در کشتزار و گله‌داری، آن‌ها را به مدرسه بفرستند.
تلاش‌های آموزشی صمد بهرنگی همزمان با موج تلاش‌ها برای به رسمیت شناختن حقوق کودکان در ایران بود. در درون حاکمیت ایران، کسانی چون پرویز ناتل خانلری (وزیر فرهنگ آن هنگام) در پایه‌گذاری سپاه دانش و در خارج از دستگاه‌های دولتی، دسته‌ای از نخبگان مانند ثمین باغچه‌بان، لیلی ایمن، توران اشتیاقی، معصومه سهراب، یحیی مافی، توران میرهادی، ایرج جهانشاهی، محمد بهمن‌بیگی و عباس سیاحی بودند.

### دادگاه و پیگرد قضایی
در سال ۱۳۴۱ صمد از دبیرستان به بزه بیان سخن‌های ناخوشایند، در دفتر دبیرستان و بین دبیران، اخراج و به دبستان فرستاده شد. یک سال بعد و در پی افزایش فعالیت‌های فرهنگی، با پاپوش رئیس وقت ادارهٔ فرهنگ آذربایجان، کار صمد به دادگاه کشیده شد که در پایان تبرئه شد. در سال ۱۳۴۳ به خاطر چاپ کتاب پاره‌پاره و صدور کیفرخواست از سوی دادسرای عادی ۱۰۵ ارتش یکم تبریز و سپس صدور حکم تعلیق از خدمت به مدت ۶ ماه، تحت پیگرد قرار گرفت. در آبان همان سال حکم تعلیق وی لغو شد و صمد به سر کلاس بازگشت. سال‌های میانی دههٔ ۱۳۴۰ خورشیدی همزمان با دستگیری و اعدام تعدادی از نزدیکان صمد و شرکت او در اعتصابات دانشجویی بود.

## داستان‌نویسی
صمد نویسندگی را با طنزنویسی آغاز کرد. در دانشسرا همراه دو تن از دوستانش روزنامهٔ فکاهی دیواری به نام «خنده» را می‌نوشت که بسیار هوادار داشت. از سال ۱۳۳۶ مقاله‌ها و قطعات فکاهی و طنزآمیز او در توفیق منتشر می‌شدند و این کار ۳، ۴ سالی دوام داشت. یک مقاله نیز در ماهنامهٔ کشکیات منتشر کرد و می‌خواست با آن ماهنامه، همکاری کند که مجله تعطیل شد. مطالب طنز صمد در مهد آزادی و مهد آزادی آدینه نیز چاپ شد که منتخب آن‌ها در مجموعه مقاله‌های او آمده است. بهرنگی در ۱۳۳۹ نخستین داستان منتشرشدهٔ خود به نام عادت را نوشت؛ که با تلخون در ۱۳۴۰، بی‌نام در ۱۳۴۲، و داستان‌های دیگر ادامه یافت. او ترجمه‌هایی نیز از انگلیسی و زبان ترکی استانبولی به زبان فارسی و از فارسی به زبان ترکی آذربایجانی (از جمله ترجمهٔ شعرهایی از مهدی اخوان ثالث، احمد شاملو، فروغ فرخزاد، و نیما یوشیج) انجام داد. پژوهش‌هایی نیز در جمع‌آوری فولکلور آذربایجان و نیز دربارهٔ علوم پرورشی از او منتشر شده است. وی در کتاب کندوکاو در امور پرورشی ایران واژه‌های گرفته شده از زبان عربی را بخش بزرگی از اشتراک زبان‌های رایج ایرانی از جمله ترکی آذری با فارسی دانسته است؛ و به همین دلیل خواستار عدم حذف آنان با بهانه‌های باستان‌گرایی و تأکید بیشتر بر این لغات در هنگام آموزش فارسی به کودکان آذربایجانی شده بود.

## فعالیت سیاسی
کتاب‌های صمد بهرنگی مثل ماهی سیاه کوچولو و اولدوز و کلاغ‌ها میان چریک‌های فدایی خلق بسیار پرطرفدار بود. گفته می‌شد که صمد با چهره‌های تأثیرگذار این سازمان دیدار داشته است. دیدارهایی میان صمد بهرنگی و امیرپرویز پویان انجام شده است؛ دیدارهایی که برخی از آن‌ها در خانهٔ فروغ فرخزاد صورت می‌گرفته است. فروغ فرخزاد در بخشی از شعر مشهور «فتح باغ» به همین دیدار اشاره کرده است: «و در آن کوه غریب فاتح/ از عقابان جوان پرسیدیم/ که چه باید کرد»
کتاب «الفبای آذر» صمد به «سازمان پیکار با بی‌سوادی» ارائه شد و نامه‌ای از طرف وزارت فرهنگ مبنی بر دعوت به همکاری در مقابل حق‌الزحمهٔ چشمگیر دادند که نهایتاً به دلیل وابستگی آن به حکومت نپذیرفت. برادرش می‌گوید زمانی که از صمد علت ترک این منصب را پرسیدم در پاسخ گفت: «نمی‌توانم صفحات اول کتابم را به شاه و شهبانو اختصاص بدهم.»

## مرگ

### گفته‌های حمزه فراهتی
حمزه فراهتی در کتاب خاطرات خود به نام «از آن سال‌ها و سال‌های دیگر» می‌نویسد: "ارس درست در پشت پاسگاه جریان داشت. در میان خنده و شوخی، لخت شدند و به آب زدند. [...] پنجاه متری شنا نکرده بود که صدای فریاد صمد را شنید: " کمک! کمک!" بلافاصله برگشت و دید که صمد تا بالای شانه‌هایش توی آب است و هراسان دست و پا می‌زند. بلافاصله چرخ زد و در خلاف جهت جریان آب، رو به سمتی که صمد بود، با تمام قوا دست و پا زد. تقریباً نصف فاصله را طی کرده بود که صمد برای سومین بار صدایش کرد. [...] دید که جریان تند صمد را در خود بلعید. دید که صمد ناپدید شد. دید که جهان خاموش شد."

### گفته‌های اسد بهرنگی
بهرنگی در شهریور ۱۳۴۷ (در سن ۲۹ سالگی) در رود ارس و در ساحل روستای کوانق غرق شد. اسد بهرنگی، برادر صمد، دربارهٔ این رویداد گفته بود: «من به وسیلهٔ تلفن از دوستی شنیدم برای صمد حادثه‌ای پیش آمده. رفتم نزد کاظم سعادتی. کاظم آن وقت داشت خانه‌اش را درست می‌کرد. کارش را رها کرد… مطمئن شدیم که صمد در آب غرق شده… قرار شد چهار نفر بروند. دو تا از شوهرخواهرهایم، خودم و کاظم سعادتی... خلاصه دو روز آواره و سرگردان گشتیم تا بالاخره جسد را پیدا کردیم (۱۲ شهریور در نزدیکی پاسگاه شتربان در چند کیلومتری محل غرق شدن). توی یک جزیره مانندی در وسط رودخانه بود. … بعضی‌ها می‌گفتند با افسری او را دیده‌اند؛ ولی هیچ‌کس اطلاع دقیقی نداشت که جریان چه‌طور بود. دهاتی‌های آنجا خیلی بامحبت بودند جسد را آوردند بیرون و شستند… فقط دو سه تا جای زخم، طرف ران و ساقش بود چیزی شبیه فرورفتگی.»
پیکر صمد در گورستان امامیه تبریز دفن شد. در خاک‌سپاری صمد، انبوهی از مردم، روشن‌فکران و جوانان شرکت کردند.

### شایعه‌های قتل
کنار آمدن با واقعیت مرگ بهرنگی، ساده نبود. جامعهٔ معترض روشن‌فکری که مهم‌ترین آن‌ها جلال آل احمد و غلامحسین ساعدی (که کاشف و معرف صمد بود) بودند از همان لحظات نخست که خبر حادثه به آن‌ها رسید ساواک را متهم به قتل صمد کردند. جلال آل احمد کسی بود که یادداشت صمد و افسانهٔ عوام را نوشت و شایعهٔ قتل او را در دهان‌ها انداخت. سال‌ها پس از آن نوشت که در این باره افسانه ساخته بوده است؛ زیرا نمی‌خواسته مرگ صمد «به هدر» برود. جلال آل احمد شش ماه بعد از مرگ صمد در نامه‌ای به منصور اوجی شاعر شیرازی می‌نویسد «... اما در باب صمد. درین تردیدی نیست که غرق شده. اما چون همه دلمان می‌خواست قصه بسازیم ساختیم… خب ساختیم دیگر. آن مقاله را من به همین قصد نوشتم که مثلاً تکنیک آن افسانه‌سازی را روشن کنم برای خودم. حیف که سر و دستش شکسته ماند و هدایت‌کننده نبود به آنچه مرحوم نویسنده‌اش می‌خواست بگوید…» حمزه فراهتی در کتاب خود اظهار می‌کند که «صمد بهرنگی شهید ساختگی شد» و مرگ او کار ساواک نبوده است.

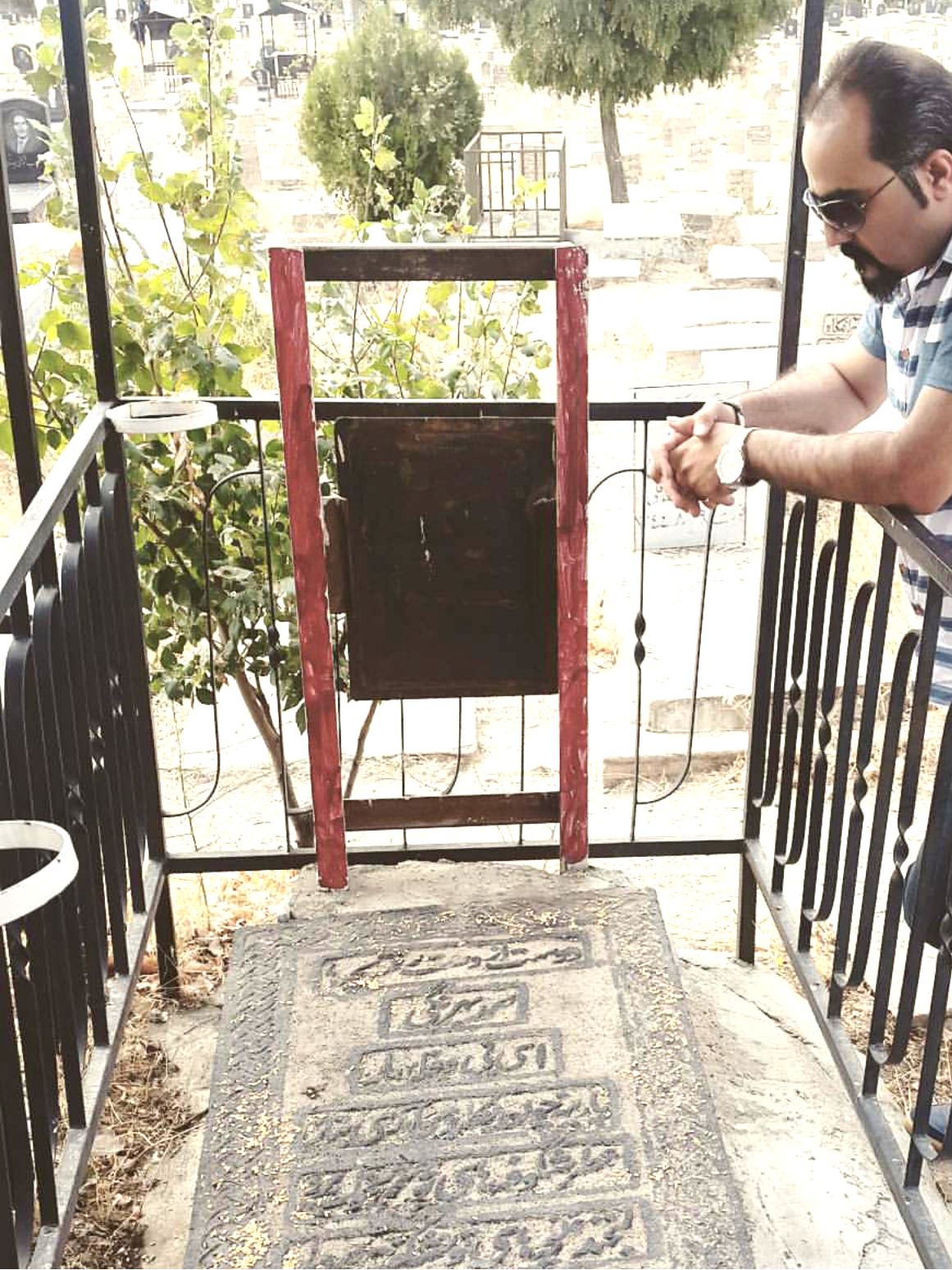
آرامگاه صمد بهرنگی در گورستان امامیه تبریز. بر سنگ مزار او عبارت «دوست ازدست‌رفتهٔ بچه‌ها» نقش بسته است.

بیشترین شایعه‌ای که ساخته شد این بود «حمزه فراهتی» افسر دامپزشکی که با صمد بوده، او را خفه کرده است. نظامی بودن فراهتی شایعهٔ دست داشتن ساواک در مرگ صمد را قوت بخشید و البته روشن‌فکران آن زمان نیز در گسترش این شایعه‌ها بسیار تلاش کردند. اسد بهرنگی گفته بود که فراهتی را دو ماه بعد در خانهٔ بهروز دولت‌آبادی دیده است، از قول او گفته است: «من این طرف بودم و صمد آن طرف‌تر. یک دفعه دیدم کمک می‌خواهد. هرچه کردم نتوانستم کاری بکنم.» سیروس طاهباز دراین‌باره می‌نویسد: «بهرنگی [...] خواسته بود تنی به آب بزند و چون شنا بلد نبود، غرق شده بود (شخصی به‌نام مرحوم حسین حسین‌زاده از اهالی روستای کلاله که شاهد موضوع بوده این نظر را تأیید کرده بود. جلال آل احمد مرگ بهرنگی را مشکوک تلقی کرد [...] اما حرف بهروز دولت‌آبادی برایم حجّت بود که مرگ او را طبیعی گفت و در اثر شنا بلد نبودن.» اسد بهرنگی شنا بلد نبودن صمد را تأیید می‌کند. ولی دربارهٔ نظر طاهباز و دیگران می‌گوید «همه از دهان بهروز دولت‌آبادی حرف زده‌اند نه این‌که واقعاً پژوهشی صورت گرفته باشد [...] تا به حال برخوردی پژوهشی دربارهٔ مرگ صمد نشده است.»
مرگ بهرنگی در چهار کتاب زیر به تفصیل بررسی شده است:
- اشرف دهقانی «رازهای مرگ صمد»[۲۲]
- حمزه فراهتی «از آن سال‌ها و سال‌های دیگر»[۲۳]
- اسد بهرنگی «برادرم صمد بهرنگی»[۱۳]
- محمدهادی محمدی به همراه علی عباسی «صمد ساختار یک اسطوره»[۲۴]

## میراث
عمر مؤثر آثار و افکار صمد بسی فراتر از عمر کوتاه اوست. قصه‌های صمد به جز کتاب ماهی سیاه کوچولو که توسط کانون پرورش فکری کودکان و نوجوانان چاپ شده بیشتر توسط انتشارات شمس در تبریز چاپ می‌شد و اغلب شش ریال قیمت داشت و استدلال صمد این بود که من برای پابرهنه‌ها قصه می‌نویسم. بنابراین، نوشتهٔ پیمان وهاب‌زاده باورکردنی جلوه می‌کند که «کتاب ماهی سیاه کوچولو بیش از هر مورد دیگر در عضوگیری برای سازمان چریک‌های فدایی خلق ایران نقش داشت». کتاب ماهی سیاه کوچولو به نوعی بیانیهٔ جنبش مسلحانهٔ چریک‌های فدایی خلق ایران تبدیل شد. آنان تعهد و خشم انقلابی این کتاب را می‌ستودند و آن را اثری نمادین در ستایش مبارزهٔ قهرآمیز دانستند و مرگ صمد را به مرگ ماهی سیاه در گلوی مرغ ماهی‌خوار تشبیه کردند. ملالی جویا، عضو پیشین لویه جرگه افغانستان، در این زمینه به تجربهٔ خودش اشاره کرده است.

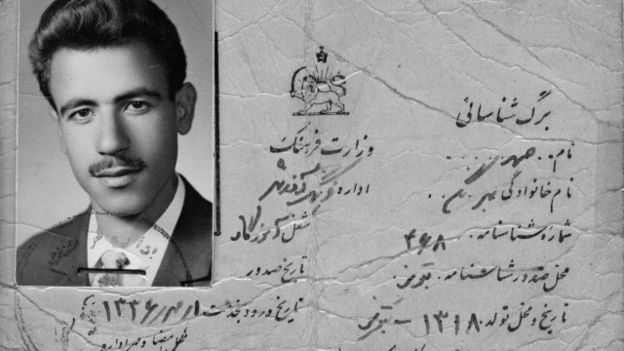
کارت آموزگاری صمد بهرنگی

## نام‌گذاری کوچه‌ای با نام او
در ۲۲ تیرماه ۱۴۰۰ شورای شهر تهران با نامگذاری خیابان فرعی از خیابان‌های شرق خیابان حجاب (مقابل کانون پرورش فکری کودکان و نوجوانان) به نام صمد بهرنگی موافقت کرد که با مخالفت فرمانداری شهر تهران روبه‌رو شد. در برخورد با این مخالفت انجمن نویسندگان کودک و نوجوان با نوشتن بیانیه‌ای اعتراض خود را اعلام کرد. در بخشی از متن بیانیه چنین آمده است:
«انجمن نویسندگان کودک و نوجوان، نه فقط نظر سلیقه‌ای هیئت تطبیق فرمانداری تهران را غیرقابل قبول می‌داند، بلکه بر این باور است که چنین اعمال سلیقه‌های غیرفرهنگی، پاسخی در خور از مردم و به‌ویژه نسل جدید خواهد گرفت. تن‌دادن جامعه به این قبیل تصمیم‌های زیان‌بار، هم به شهر و مردم آسیب می‌زند و هم به هویت جمعی و منافع ملی. از این رو، انجمن نویسندگان کودک و نوجوان انتظار دارد مسئولان ذی‌ربط، هرچه زودتر ضمن اعلام بطلان نظر اعلام شدهٔ هیئت تطبیق فرمانداری تهران در این زمینه، به‌طور جدی به اعضای این هیئت یادآوری کنند که لازم است از تصمیم‌گیری‌های تنگ‌نظرانه، غیرکارشناسی و سلیقه‌ای بپرهیزند، تا دیگر بار شاهد چنین خبرهایی نباشیم.»
پس از تغییر شورای شهر و دولت، در شهریور همان سال این تصمیم قطعی و کوچه‌هایی که به‌نام استادان ادبیات کودکان نامگذاری شده بود پلاک‌کوبی شد.
اما در آذرماه پلاک‌ها کنده شد و نام‌های قبلی کوچه‌ها بازگردانده شد. انجمن نویسندگان کودک در این‌باره بیانیه‌ای دیگر صادر کرد که در آن نوشت:
«گمان نمی‌کردیم نیاز به یادآوری باشد، چون بر این باوریم که هم جناب‌عالی و هم اعضای شورای شهر و دیگر مسئولان توجه دارند که قدردانی از این بزرگان و نامگذاری خیابان‌های مذکور به نام آنان، چیزی بر قدر و جایگاه آن‌ها نمی‌افزاید، بلکه شهر را زینت می‌بخشد.»

## نوشته‌ها
بهرنگی در نوزده سالگی نخستین داستان منتشرشده‌اش به نام عادت (۱۳۳۹) را نوشت. یک سال بعد داستان تلخون را که برگرفته از داستان‌های آذربایجان بود، با نام مستعار در سال ۱۳۴۲ در هفته‌نامهٔ کتاب، انتشارات روزنامهٔ کیهان منتشر کرد. بعدها از بهرنگی مقالاتی در روزنامهٔ مهد آزادی، نشریهٔ توفیق و غیره با امضاهای گوناگون مانند «داریوش نواب‌مرغی»، «چنگیز مرآتی»، «بابک»، «افشین پرویزی»، «ص. آدام» و «آدی با تمیش» به چاپ رسیدند.
در سال ۱۳۷۷ برای نخستین‌بار پس از انقلاب ۱۳۵۷ ایران، مجموعه قصه‌های صمد بهرنگی با تصحیح عزیزالله علیزاده توسط نشر فردوس در ۴۳۸ صفحه منتشر شد.

### داستان‌ها
- عادت، ۱۳۳۹
- تلخون و چند قصهٔ دیگر، ۱۳۴۲[۳۰]
- بی‌نام، ۱۳۴۴
- اولدوز و کلاغ‌ها، پاییز ۱۳۴۴[۳۱]
- اولدوز و عروسک سخنگو، پاییز ۱۳۴۶[۳۲]
- کچل کفترباز، آذر ۱۳۴۶[۳۳]
- پسرک لبوفروش، آذر ۱۳۴۶[۳۴]
- افسانهٔ محبت، زمستان۱۳۴۶[۳۵]
- ماهی سیاه کوچولو، تهران، مرداد ۱۳۴۷[۳۶] با تصویرسازی فرشید مثقالی شناخته‌شده‌ترین نوشته بهرنگی است. تصویرهای این کتاب جایزه براتیسلاوا را از آن خود کردند.[۳۷]
- پیرزن و جوجهٔ طلایی‌اش، ۱۳۴۷
- یک هلو هزار هلو - تابستان ۱۳۴۷[۳۸]
- ۲۴ ساعت در خواب و بیداری، تابستان۱۳۴۷[۳۹]
- کوراوغلو و کچل حمزه، تابستان ۱۳۴۷[۴۰]
- افسانه‌های آذربایجان ترکی
- کلاغ‌ها، عروسک‌ها و آدم‌ها
- آه !ما الاغ‌ها
- دومرول[۴۱]

### کتاب و نوشتارها
- پاره‌پاره (مجموعه شعر از چند شاعر)، تیر ۱۳۴۲
- کندوکاو در مسائل تربیتی ایران، تابستان ۱۳۴۴[۴۲]
- افسانه‌های آذربایجان (ترجمهٔ فارسی) - جلد ۱، اردیبهشت ۱۳۴۴
- تاپما جالار، قوشما جالار (مثل‌ها و چیستان‌ها)، بهار ۱۳۴۵
- افسانه‌های آذربایجان (ترجمهٔ فارسی) - جلد ۲، تهران، اردیبهشت ۱۳۴۷
- انشا و نامه‌نگاری برای کلاس‌های ۲ و ۳ دبستان
- آذربایجان در جنبش مشروطه[۴۳]
- الفبا ویژهٔ کودکان آذربایجان
- اهمیت ادبیات کودک
- مجموعه مقاله‌ها
- فولکلور و شعر

### برگردان‌ها
بهرنگی برگردان‌هایی از انگلیسی و ترکی استانبولی به فارسی و از فارسی به ترکی آذربایجانی (از جمله ترجمهٔ شعرهایی از مهدی اخوان ثالث، احمد شاملو، فروغ فرخزاد، و نیما یوشیج) انجام داد. برخی از این آثار به قرار زیرند:
- ما الاغ‌ها! - عزیز نسین، پاییز ۱۳۴۴
- دفتر اشعار معاصر از چند شاعر فارسی‌زبان
- خرابکار (قصه‌هایی از چند نویسندهٔ ترک‌زبان)، تیر ۱۳۴۸
- کلاغ سیاهه - مامین سیبیریاک (و چند قصهٔ دیگر برای کودکان)، خرداد ۱۳۴۸
- زنده‌باد قانون و داستان‌های دیگر - عزیز نسین، مامین سیبیریاک، مظفر ایزگو، ناظم حکمت، مهدی حسین و …

## سروده‌ها و نوشته‌ها دربارهٔ صمد بهرنگی
- عباس هژیر شعری برای صمد سروده که گوگوش خوانندهٔ ایرانی آن را اجرا کرده است.
- ترانهٔ «ای خورشید کوچهٔ ما» یا «دوست خوب بچه‌ها» از ناصر مهدی‌پور که حبیب محبیان برای صمد بهرنگی اجرا کرده است.
- «جهان‌بینی ماهی سیاه کوچولو» ، منوچهر هزارخانی، آرش، دوره دوم، شماره ۵(۱۸)، آذر ۱۳۴۷
- صمد جاودانه شد، علی‌اشرف درویشیان، ۱۳۵۲
- زندگی و مرگ صمد بهرنگی، اسماعیل جمشیدی، نشر عطایی، ۱۳۵۷
- کتاب جمعه، سال نخست، شماره۶–۱۵، شهریور ۱۳۵۸
- صمد بهرنگی قصه‌نویسی برای کودکان، احمد بیانی، همشهری، ۱۶ شهریور ۱۳۷۸
- یادمان صمد، علی‌اشرف درویشیان، انتشارات کتاب و فرهنگ، چاپ نخست، ۱۳۸۰
- صمد:ساختار یک اسطوره، محمدهادی محمدی و علی عباسی، نشر چیستا، ۱۳۸۰
- «نقدی بر دو گربه روی دیوار»، حسن نیکوفرید، وبگاه رسمی صمد بهرنگی، ۱۳۸۶
- «کودکانه‌های سیاسی صمد بهرنگی» (مقاله)، جواد طباطبایی و نگین نوریان دهکردی، پژوهشنامهٔ علوم سیاسی، بهار ۱۳۹۳[۴۴]
- یادمان صمد، علی‌اشرف درویشیان، ویراست دوم، نشر موغام، ۱۳۹۵
- «جوانی: عقل تب‌کرده، ماهی سیاه کوچولو: کتاب تجربه»، محسن ملکی، سایت تز یازدهم. http://thesis11.com/Article.aspx?Id=6610
- «صلای جادویی سعادت: چه کسی زبان کلاغ‌ها را بلد است؟ نکاتی دربارۀ صمد بهرنگی و صادق هدایت»، محسن ملکی، سایت تز یازدهم. http://thesis11.com/Article.aspx?Id=6620